# Clementia
Clementia (clementie, goedertierenheid), ook wel Misericordia (medelijden), was een personificatie van de deugd der clementie, die vanaf het principaat met beelden en altaar zou worden geëerd te Rome. Zij werd als de persoonlijke deugd van de Caesar vereerd. Julius Caesar deelde een tempel met haar: het is deze die is afgebeeld op een munt van P. Sepullius Macer, met de legende CLEMENTIAE CAESARIS. Clementia is ook gebeeld als buste op een votiefschild op de keerzijde van een medaille van Tiberius, met de legende: OB CIVES SERVATOS; aan wie de senatoren een altaar voor Clementia wensten toe te wijden. Het is echter minder dat de vrouwelijke figuren, die men aantreft op andere munten, die een hasta in de ene hand en een patera in de andere houdt, Clementia voorstelt.

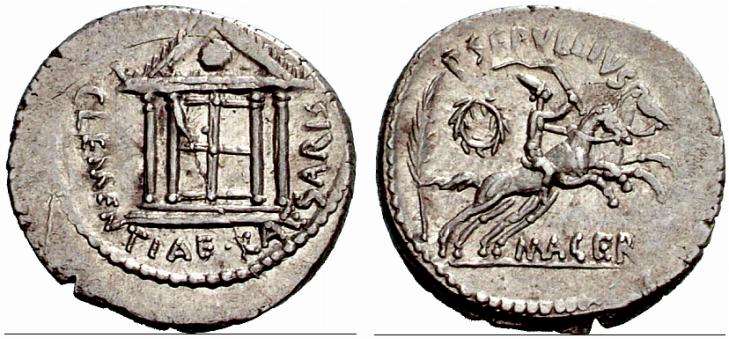
De tempel van Caesar en Clementia op een denarius van P. Sepullius Macer, met de legende CLEMENTIAE CAESARIS.
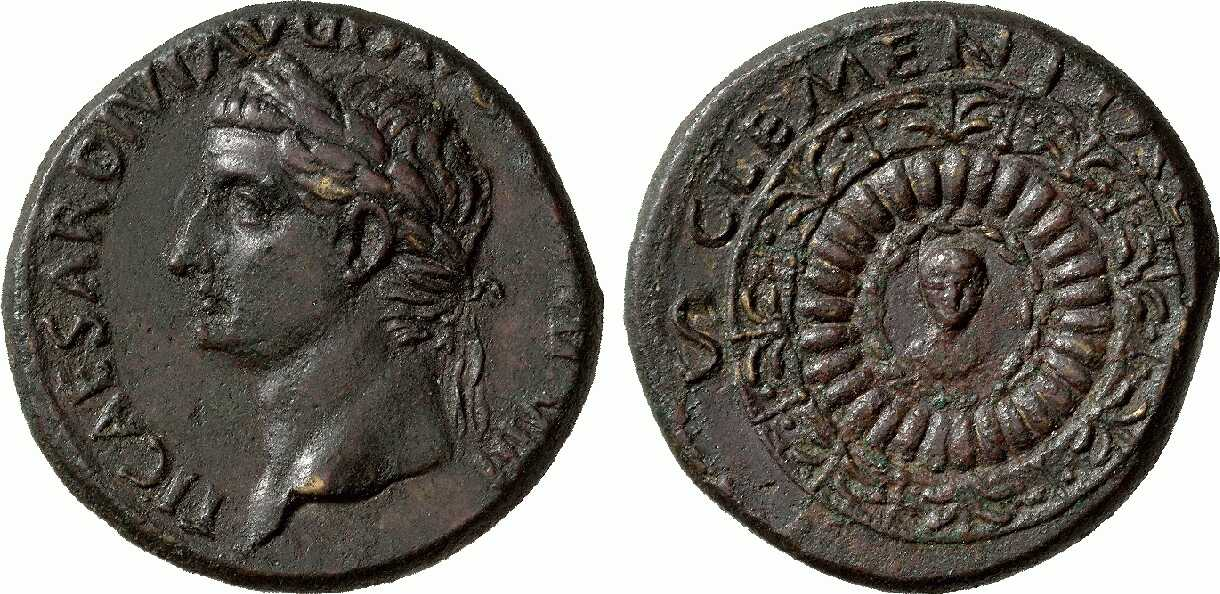
Een buste op een votiefschild op de keerzijde van een dupondius van Tiberius met de legende: CLEMENTIAE / S - [C].

## Referentie
- E. Saglio, art. Clementia, in C. Daremberg - E. Saglio (edd.), Le Dictionnaire des Antiquités Grecques et Romaines, I.2, Parijs, 1877, p. 1246[dode link].